# Phyllanthus bicolor
Phyllanthus bicolor là một loài thực vật có hoa trong họ Diệp hạ châu. Loài này được Vis. miêu tả khoa học đầu tiên năm 1858.